# Miguel Molina
Miguel Molina González né le 17 février 1989, est un pilote automobile espagnol.
Il fait partie de l'équipage qui a gagné la  92e édition des 24 Heures du Mans en 2024, sur une Ferrari 499P.

## Biographie
Miguel Molina remporte sa première victoire en Deutsche Tourenwagen Masters lors de sa sixième saison, en 2015 sur le Nürburgring.

## Carrière automobile

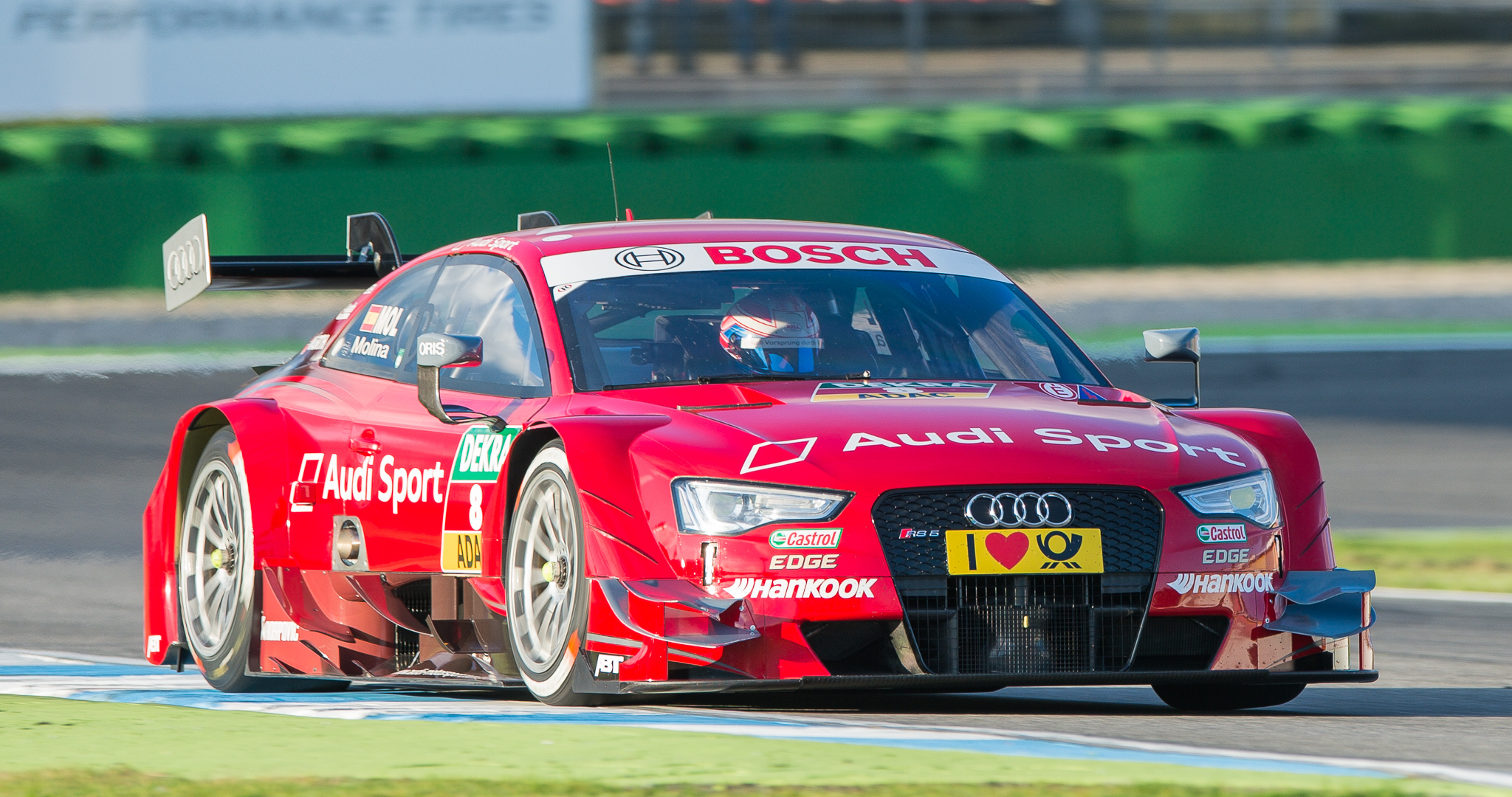
Miguel Molina sur le circuit d'Hockenheim en 2014.

- 2004 : Formule Junior 1600 Espagne, 6e
- 2005 : Eurocup Formule Renault, 28e
- 2006 : Championnat d'Espagne de Formule 3, 6e (1 victoire)
  - World Series by Renault, 32e
- 2007 : World Series by Renault, 7e (2 victoires)
- 2008 : World Series by Renault, 4e (2 victoires)
- 2009 : World Series by Renault, 8e
- 2010 : DTM, 10e
- 2011 : DTM, 11e
- 2012 : DTM, 18e
- 2013 : DTM, 17e
- 2014 : DTM, 17e
- 2021 : European Le Mans Series avec Iron Lynx, champion LMGTE
- 2022 : 24 Heures du Mans avec AF Corse, 30e général, 3e GTE PRO
- 2023 : 24 Heures du Mans avec AF Corse, 5e
- 2024 : 24 Heures du Mans avec AF Corse, 1er

## Résultats en DTM
| Année | Voiture        | Équipe                        | Courses disputés | Victoires | Pole positions | Podiums | Records du tour | Points inscrits | Classement |
| ----- | -------------- | ----------------------------- | ---------------- | --------- | -------------- | ------- | --------------- | --------------- | ---------- |
| 2010  | Audi A4 DTM 08 | Audi Sport Team Abt Sportline | 11               | 0         | 0              | 0       | 1               | 15              | 10e        |
| 2011  | Audi A4 DTM 08 | Audi Sport Team Abt Sportline | 10               | 0         | 2              | 1       | 0               | 11              | 11e        |
| 2012  | Audi A5 DTM    | Phoenix Racing                | 10               | 0         | 0              | 0       | 0               | 8               | 18e        |
| 2013  | Audi RS5 DTM   | Phoenix Racing                | 10               | 0         | 0              | 0       | 0               | 19              | 17e        |
| 2014  | Audi RS5 DTM   | Team Abt Sportsline           | 10               | 0         | 1              | 1       | 2               | 32              | 17e        |
| 2015  | Audi RS5 DTM   | Team Abt Sportsline           | 0                | 0         | 0              | 0       | 0               | 8               | e          |